# Lovens

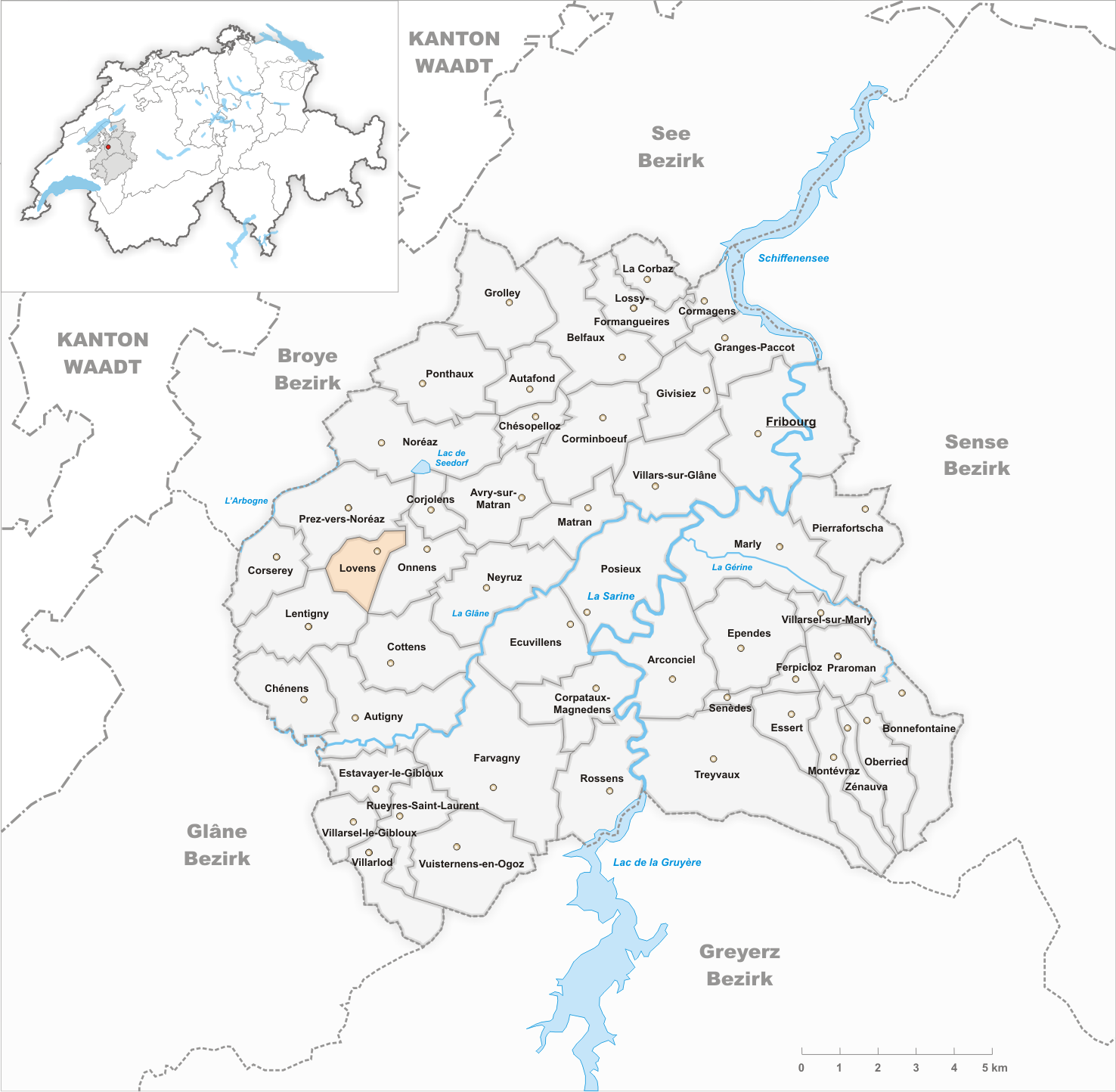
Gemeindestand vor der Fusion am 1. Januar 2001

Lovens (Freiburger Patois Lovinⓘ) ist eine Ortschaft und früher selbständige politische Gemeinde im District de la Sarine (deutsch: Saanebezirk) des Kantons Freiburg in der Schweiz. Die früheren deutschen Ortsnamen Lowing und Loving werden heute nicht mehr verwendet. Am 1. Januar 2001 fusionierte Lovens mit Lentigny und Onnens zur neuen Gemeinde La Brillaz.

## Geographie
Lovens liegt auf 768 m ü. M., elf Kilometer westsüdwestlich der Kantonshauptstadt Freiburg (Luftlinie). Das Bauerndorf erstreckt sich an aussichtsreicher Lage auf dem breiten Höhenrücken La Brillaz, im Molassehügelland des Freiburger Mittellandes. Die ehemalige Gemeindefläche betrug rund 1,9 km². Das Gebiet reichte vom Plateau beim Wald Les Boennes nordwärts auf die Höhe La Brillaz (772 m ü. M.) und in das Waldgebiet La Buchille an deren Nordabhang.

## Bevölkerung
Mit 169 Einwohnern (2000) zählte Lovens vor der Fusion zu den kleinen Gemeinden des Kantons Freiburg. Zu Lovens gehören mehrere Einzelhöfe.
Einwohnerzahlen: Volkszählungsdaten

## Wirtschaft
Lovens lebt noch heute von der Landwirtschaft, insbesondere vom Ackerbau, dem Obstbau und der Viehzucht.

## Verkehr
Das Dorf liegt abseits der grösseren Durchgangsstrassen, die Hauptzufahrt erfolgt von Avry. Durch die Buslinie der Transports publics Fribourgeois, die von Avry bzw. dem Bahnhof in Rosé nach Chénens führt, ist Lovens an das Netz des öffentlichen Verkehrs angebunden.

## Geschichte
Die erste urkundliche Erwähnung des Ortes erfolgte im 12. Jahrhundert unter dem Namen Louens. Später erschienen die Bezeichnungen Lovains (1215) und Loveins (1254). Der Ortsname ist wahrscheinlich vom burgundischen Personennamen Lauba abgeleitet und bedeutet mit dem Suffix -ens so viel wie bei den Leuten des Lauba.
Lovens gehörte im Mittelalter zur Herrschaft Montagny. Durch Kauf kam das Dorf 1442 unter die Herrschaft von Freiburg und wurde der Alten Landschaft (Neustadtpanner) zugeordnet. Nach dem Zusammenbruch des Ancien Régime (1798) gehörte Lovens während der Helvetik und der darauf folgenden Zeit zum Bezirk Freiburg, bevor es 1848 mit der neuen Kantonsverfassung in den Saanebezirk eingegliedert wurde.
Im Rahmen der vom Kanton Freiburg seit 2000 geförderten Gemeindefusionen entschieden sich die Bewohner von Lovens, Lentigny und Onnens für ein Zusammengehen ihrer Gemeinden. Mit Wirkung auf den 1. Januar 2001 wurde deshalb die neue Gemeinde La Brillaz gebildet.